# Plectreurys vaquera
Plectreurys vaquera is een spinnensoort uit de familie Plectreuridae. De soort komt voor in Mexico.